# Campeonato Uruguaio de Futebol de 1950
O Campeonato Uruguaio de Futebol de 1950 foi a 19ª edição da era profissional do Campeonato Uruguaio. O torneio consistiu em uma competição com dois turnos, no sistema de todos contra todos. O campeão foi o Nacional.

## Classificação[2]
| Pos | Equipe               | Pts | J  | V  | E | D  | GP | GC | SG  |
| --- | -------------------- | --- | -- | -- | - | -- | -- | -- | --- |
| 1°  | Nacional             | 30  | 18 | 14 | 2 | 2  | 52 | 18 | 34  |
| 2°  | Peñarol              | 28  | 18 | 12 | 4 | 2  | 39 | 21 | 18  |
| 3°  | Rampla Juniors       | 22  | 18 | 10 | 2 | 6  | 35 | 26 | 9   |
| 4°  | Central              | 21  | 18 | 8  | 5 | 5  | 37 | 28 | 9   |
| 5°  | Cerro                | 18  | 18 | 9  | 0 | 9  | 37 | 38 | -1  |
| 6°  | Danubio              | 15  | 18 | 5  | 5 | 8  | 25 | 33 | -8  |
| 7°  | Liverpool            | 15  | 18 | 6  | 3 | 9  | 28 | 41 | -13 |
| 8°  | River Plate          | 13  | 18 | 4  | 5 | 9  | 24 | 36 | -12 |
| 9°  | Montevideo Wanderers | 9   | 18 | 2  | 5 | 11 | 25 | 40 | -15 |
| 10° | Bella Vista          | 9   | 18 | 3  | 3 | 12 | 20 | 41 | -21 |

|  | Campeão.                          |
|  | Disputam os playoffs de descenso. |

Promovido para a próxima temporada: Defensor.

## Playoffsde descenso
|                      | Resultado |                      |
| -------------------- | --------- | -------------------- |
| Bella Vista          | 2 – 1     | Montevideo Wanderers |
| Montevideo Wanderers | 1 – 0     | Bella Vista          |
| Montevideo Wanderers | 2 – 2     | Bella Vista          |

| Campeonato Uruguaio de 1950   |
| ----------------------------- |
| Nacional Campeão (21º título) |